# Plàtan Cavendish
La varietat de plàtan Cavendish es refereix a diversos conreus del plàtan que pertanyen al grup de conreus de plàtan AAA. És una de les varietats de plàtan més famosa i conreada. De fet, s'estima que el 99% de les exportacions de la fruita són de tipus Cavendish. Des de 2016, es considera que el conreu es troba en perill per l'extensió de la malaltia de Panamà, que ja va fer desaparèixer a la predecessora de la Cavendish, el plàtan Gros Michel.
Inclouen cultivars comercialment importants com Dwarf Cavendish (1888) i Grand Nain (la «banana Chiquita»). Des de la dècada de 1950, han estat els plàtans més comercialitzats internacionalment. Van reemplaçar la varietat Gros Michel (comunament coneguda com a Kampala a Kenya i Bogoya a Uganda) després que es mostraren febles contra la malaltia de Panamà.

## Història del cultiu
Els plàtans Cavendish deuen el nom a William George Spencer Cavendish, VI duc de Devonshire. Tot i que no van ser els primers espècimens de la fruita coneguts a Europa, al voltant de 1834 Cavendish va rebre un enviament de bananers (de Maurici) per cortesia del capellà d'Alton Towers (llavors la seu dels Comtes de Shrewsbury). El seu jardiner cap i amic, Joseph Paxton, els va conrear en els hivernacles de Chatsworth House. Les plantes van ser descrites botànicament per Paxton com Musa cavendishii, en honor del duc. Pel seu treball, Paxton va guanyar una medalla en l'espectacle de la Reial Societat d'Horticultura.

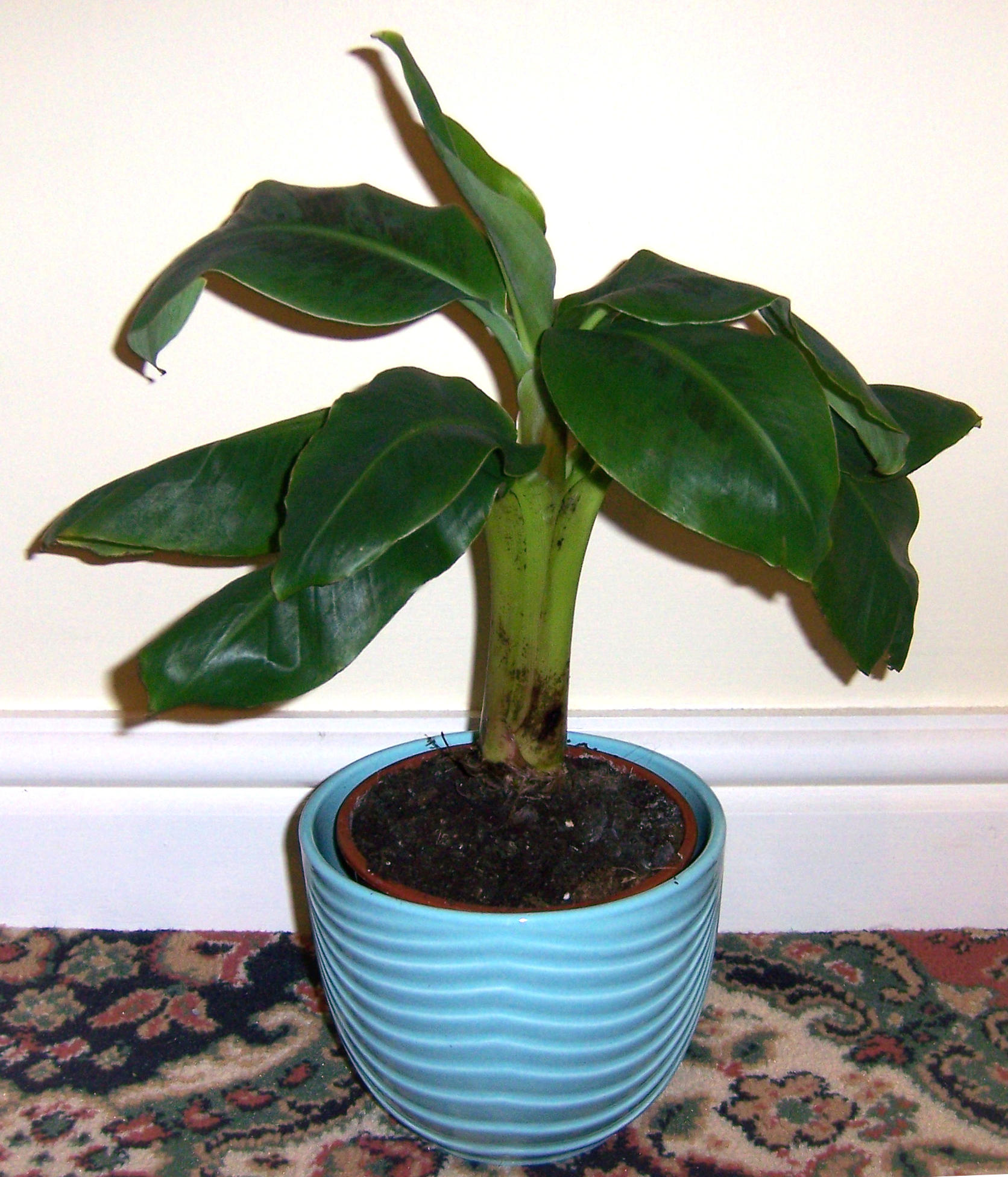
Cultivar Super Dwarf Cavendish.

Les bananes de Chatsworth van ser enviades a diversos indrets del Pacífic al voltant de la dècada de 1850. Es creu que alguns d'ells poden haver acabat en les Illes Canàries, encara que altres autors creuen que els plàtans a les Illes Canàries havien estat allà des del segle XV i havien estat introduïts per altres mitjans, és a dir, pels primers exploradors portuguesos que els van obtenir de l'Àfrica occidental i després van ser responsables de difondre'ls a l'Carib. Els plàtans africans van ser introduïts des del sud-est asiàtic en Madagascar pels primers mariners austronesis. En 1888, els plàtans de les Illes Canàries van ser importats a Anglaterra per Thomas Fyffe. Ara se sap que les fruites pertanyien al conrear «Cavendish nan» (Dwarf Cavendish).
Les bananes Cavendish van entrar en la producció comercial en massa el 1903, però no van prendre importància fins més endavant, quan la malaltia de Panamà va atacar la varietat dominant Gros Michel (Big Mike) en la dècada del 1950. En conrear-se reeixidament als mateixos sòls que les plantesGros Michel afectades anteriorment, molts van assumir que els conreus Cavendish eren més resistents a la malaltia de Panamà. Contràriament a la noció, a mitjan 2008, els informes de Sumatra i Malàisia van suggerir que la malaltia de Panamà havia començat a atacar als conreus Cavendish.
Després d'anys d'intentar mantenir la malaltia lluny de les Amèriques, a mitjans de 2019, es va descobrir la malaltia Panama Tropical Race 4 (TR4) en granges bananeres a la regió costanera del Carib. Sense un fungicida efectiu contra TR4, el Cavendish pot patir el mateix destí que el Gros Michel.

## Taxonomia i nomenclatura
Els plàtans Cavendish són un subgrup de conreus del grup triploide (AAA) de Musa acuminata.
Els conreus Cavendish es distingeixen per l'altura de la planta i les característiques dels fruits, i els diferents conreus poden ser reconeguts com a varietats diferents per distintes autoritats. Els clons més importants per a la producció de fruites inclouen: Dwarf Cavendish, Gran Naine, Lacatan (Bungulan), Poyo, Valéry i Williams. Una altra classificació inclou: Double, Dwarf Cavendish, Extra Dwarf Cavendish, Gran Naine, Pisang Masak Hijau (sin..Lacatan) i Giant Cavendish com un grup de diversos cultivars difícils de distingir (on s'hi inclouen Poyo, Robusta, Valéry i Williams). Gran Naine és el clon més important en el comerç internacional, mentre que Dwarf Cavendish és el clon més conreat. Gran Naine també es coneix com a «banana Chiquita».

## Usos

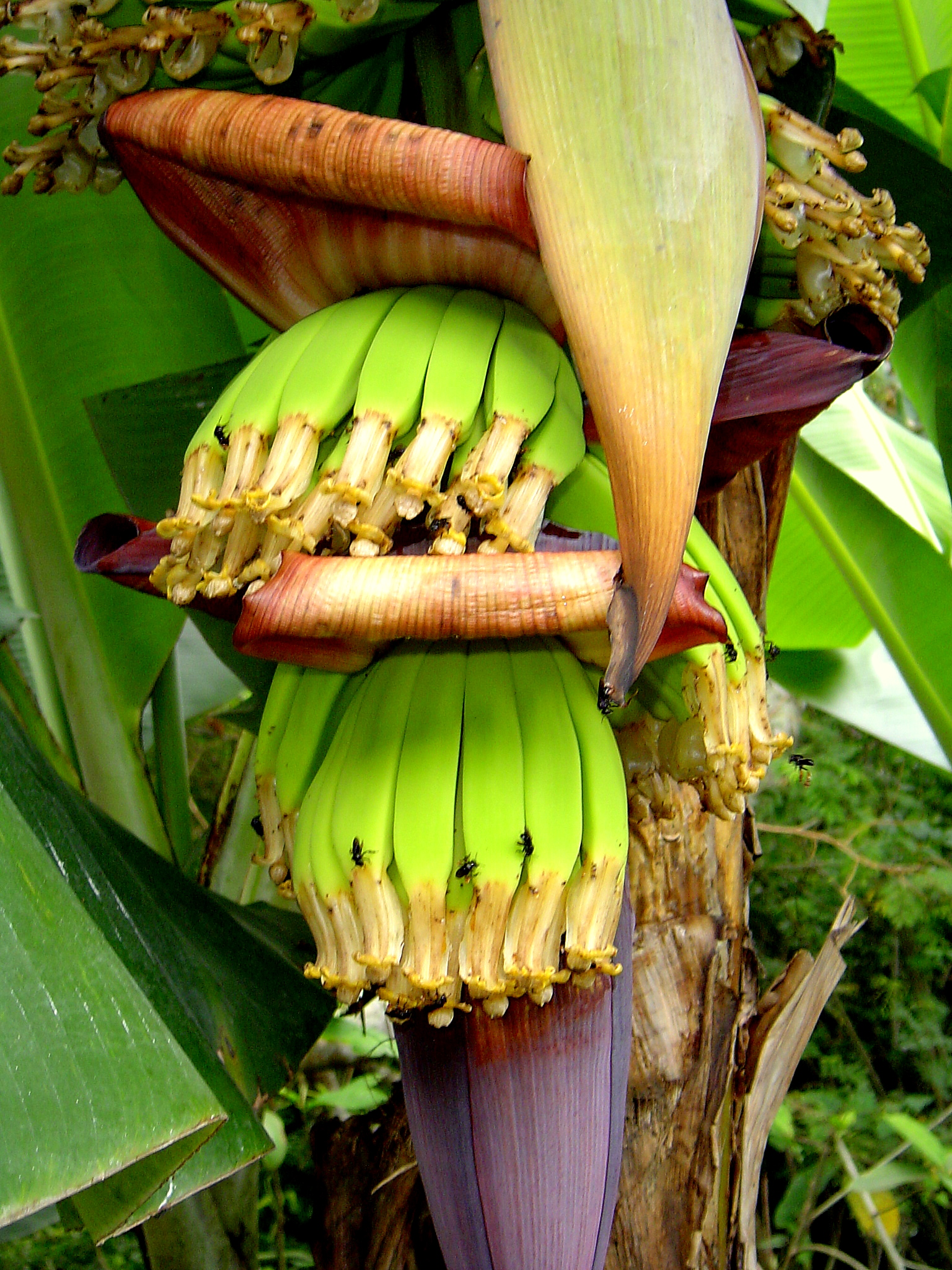
Bananer amb fruits Cavendish en desenvolupament.

Les Cavendish van representar el 47% de la producció mundial de bananes entre 1998 i 2000, i la gran majoria de les bananes van ingressar al comerç internacional.
Les fruites dels plàtans Cavendish es mengen crues, s'usen per enfornar, amanides de fruites, compotes de fruites i per complementar els aliments. La pell externa és parcialment verda quan els plàtans es venen en els mercats d'aliments, i es torna groga quan la fruita madura. A mesura que madura, el midó es converteix en sucres i fa que la fruita siga dolça. Quan arriba a l'etapa final (etapa 7), es desenvolupen «taques de sucre» de color fosc. Quan està massa madur, la pell es torna negra i la carn es torna blana.
Els plàtans maduren naturalment o mitjançant un procés induït. Una vegada recollits, poden tornar-se grocs per si sols, sempre que estiguen completament madurs per al moment de la collita, o poden estar exposats al gas etilè per induir la maduració. Les fruites que es tornen grogues emeten etilè natural que es caracteritza per l'emissió de èsters perfumats dolços. La majoria dels minoristes venen plàtans en les etapes 3-6, sent l'etapa 5-7 la més ideal per al consum immediat. Els PLU utilitzats per les bananes Cavendish són 4011 (groc) i 4186 (groc petit). Als plàtans Cavendish orgànics se'ls assigna PLU 94011.
Per la forma fàl·lica, de vegades s'usen en classes d'educació sexual per a ensenyar l'ús correcte d'un condó.

## Malalties
Les bananes conreades són partenocàrpiques i es reprodueixen a través de la reproducció vegetativa convencional en lloc de a través de la reproducció sexual. El desenvolupament de resistència a les malalties depèn de les mutacions que ocorren en les unitats de propagació i, per tant, evoluciona més lentament que en els cultius propagats per llavors. Per tant, el desenvolupament de varietats resistents ha estat l'única alternativa per protegir els arbres fruiters de malalties tropicals i subtropicals com la marciment bacterià i la fusiariosi, comunament coneguda com a malaltia de Panamà.